# The New Breed
The New Breed  è una serie televisiva poliziesca statunitense in 36 episodi trasmessi per la prima volta nel corso di una sola stagione dal 1961 al 1962.

## Trama
Il tenente Price Adams lavora per la Metropolitan Squad, una squadra del corpo di polizia del dipartimento di Los Angeles. Adams è coadiuvato dal sergente Vince Cavelli, un ex giocatore di baseball.

## Personaggi
- tenente Price Adams (34 episodi, 1961-1962), interpretato da Leslie Nielsen.
- sergente Vince Cavelli (9 episodi, 1961-1962), interpretato da John Beradino.
- Howard Pressman (3 episodi, 1962), interpretato da Oscar Beregi Jr..
- Victor Kredenza (3 episodi, 1962), interpretato da Bartlett Robinson.
- Austin Rogers (2 episodi, 1961-1962), interpretato da Sydney Pollack.
- Dr. Lennon (2 episodi, 1962), interpretato da James Doohan.
- poliziotto Joe Huddleston (2 episodi, 1961-1962), interpretato da John Clarke.
- Baker (2 episodi, 1961-1962), interpretato da Robert Emhardt.
- Maury Keeler (2 episodi, 1961-1962), interpretato da David Lewis.
- capitano Keith Gregory (2 episodi, 1961-1962), interpretato da Byron Morrow.
- Jill (2 episodi, 1961-1962), interpretato da Danni Sue Nolan.
- il petroliere Pete Garcia (2 episodi, 1961-1962), interpretato da Greg Roman.
- Mrs. Flyer (2 episodi, 1961), interpretato da Sandra Warner.
- Barney Talltree (2 episodi, 1962), interpretato da Mario Alcalde.
- Masters (2 episodi, 1962), interpretato da Ed Begley.
- Wick (2 episodi, 1962), interpretato da Ivan Dixon.
- Sally Wick (2 episodi, 1962), interpretato da Kim Hamilton.
- Eve Steiner (2 episodi, 1962), interpretato da Margaret Hayes.
- Deacon Lee (2 episodi, 1962), interpretato da Victor Jory.
- Benny Kohler (2 episodi, 1962), interpretato da Strother Martin.
- 'Moose' Martusian (2 episodi, 1962), interpretato da George Matthews.
- Morgan Dolgelly (2 episodi, 1962), interpretato da Barry Morse.
- Jefty Bright (2 episodi, 1962), interpretato da Ed Nelson.
- sergente Steiner (2 episodi, 1962), interpretato da Barney Phillips.
- Frank Luchek (2 episodi, 1962), interpretato da Zachary Scott.

## Produzione
La serie fu prodotta dalla Quinn Martin Productions e dalla Selmur Productions e girata negli studios della Metro-Goldwyn-Mayer a Culver City in California.
Lo script per il primo episodio, No Fat Cops, fu scritto da Hank Searls, accreditato anche come il creatore della serie. Searls scrisse un romanzo originale basato sulla serie con lo pseudonimo di "Lee Costigan".
La serie fu la prima produzione indipendente di Quinn Martin sotto la sua nuova società di produzione, la QM Productions. Prima di fondare la sua nuova società, Martin aveva prodotto Gli intoccabili per la Desilu Productions, e Leslie Nielsen fu scelto per il ruolo di Adams dopo una sua apparizione in quella serie nella puntata Three Thousand Suspects.
The New Breed affrontò la dura concorrenza dello show The Red Skelton Show e della sitcom Ichabod and Me sulla CBS e della serie The Dick Powell Show sulla NBC, e fu annullata dopo la sua prima stagione. 

### Registi
Tra i registi della serie sono accreditati:
- Walter Grauman (6 episodi, 1961-1962)
- Joseph Pevney (4 episodi, 1962)
- Allen H. Miner (2 episodi, 1961-1962)

## Distribuzione
La serie fu trasmessa negli Stati Uniti dal 1961 al 1962 sulla rete televisiva ABC.
Alcune delle uscite internazionali sono state:
- negli Stati Uniti il 3 ottobre 1961 (The New Breed)
- in Germania Ovest il 14 aprile 1967 (Schauplatz Los Angeles)
- in Francia il 15 luglio 1967 (Le gant de velours)
- in Argentina (La generación nueva)
- in Spagna (La nueva generación)

## Episodi
| Stagione       | Episodi | Prima TV originale |
| -------------- | ------- | ------------------ |
| Prima stagione | 36      | 1961-1962          |